# 三司官
三司官，亦稱法司，是琉球國朝廷的最高執政機構，也是這個機構所有官員的官職名稱。琉球共設三司官三人，稱號為「某某親方」。三位三司官分別監督「用意方」（管理國家財產和山川的治理）、「給地方」（管理給與役人俸祿和旅費）、「所帶方」（管理租稅和國庫的出納）三個物奉行所。
三司官的官階由正一品至從二品，這是琉球士族中最高的官階，相當於中國和日本的三公或三師。雖然在三司官之上還有攝政，但攝政一般不參與政治活動，因此三司官是琉球國實質上的最高級別官員。

## 三司官的選舉
三司官由王族、上級士族共約二百餘名投票選舉產生。王族成員只有選舉權，沒有被選舉權。所有三司官的候選人必須是出生在首里城的上層階級，擁有較高的道德修養，而且精通文學、倫理、經濟、治國的儒家學者。這與中國古代的科舉制度有些相像，但三司官的選舉沒有科舉考試那樣嚴格。
第二尚氏王朝時期，翁氏、馬氏、毛氏池城家和毛氏豐見城家四家三司官輩出，時人將他們與王族的分家向氏並稱為「五大姓」、「五大名門」。
| 姓   | 向氏                                       | 翁氏                         | 馬氏                             | 毛氏池城                     | 毛氏豐見城                 |
| ---- | ------------------------------------------ | ---------------------------- | -------------------------------- | ---------------------------- | -------------------------- |
| 元祖 | 尚圓王                                     | 翁壽祥 （國頭親方盛順）      | 馬良詮 （大浦添親方良憲）        | 毛龍唫 （新城親方安基）      | 毛國鼎 （中城護佐丸盛春）  |
| 名乘 | 朝某                                       | 盛某                         | 良某                             | 安某                         | 盛某                       |
| 家名 | 伊江、小祿、本部、讀谷山等                 | 永山、玉城、伊舍堂、仲井真等 | 小祿、與那原、宮平、仲吉、仲眞等 | 池城、美里、東風平、佐渡山等 | 豐見城、國頭、富川、龜川等 |
| 備注 | 王家分家 （親方家有權當選 按司家無權當選） | 輩出三司官6人                | 輩出三司官21人                   | 輩出三司官18人               | 輩出三司官15人             |

## 歷史
據《中山世譜》記載，三司官一職早已有之，原稱「阿司多部」，至明末，改稱「法司」。但三司官擁有較高的政治權力始於第二尚氏王朝時期。1556年，年幼的尚元王登上王位。因尚元王是啞巴，群臣推舉德高望重的大臣毛龍唫等三人代理尚元王管理國家。從此以後，三司官成為執政之臣。1571年尚元王死去，但三司官這一統治機構卻被保留了下來。
1609年薩摩入侵琉球之後，薩摩藩派兵監督琉球國政，琉球王的權力被完全架空。1611年，薩摩與琉球簽訂了《掟十五條》（http://www.ne.jp/asahi/okinawa/hiro/okite15.htm（页面存档备份，存于）），規定三司官一職只能由傾薩摩派人士出任。此後，三司官名義上是獨立琉球國的高級官員，實際上已淪為薩摩藩統治琉球的代理人。
1879年琉球處分，琉球被日本滅掉，改為沖繩縣。三司官的權力被完全剝奪，但明治政府同意琉球國上層階級維持他們的特權。華族令頒布後，原琉球的三司官都被列入日本華族。